# Заварицкий, Александр Николаевич
Алекса́ндр Никола́евич Завари́цкий (2 [14] марта 1884, Уфа, Уфимская губерния, Российская империя — 23 июля 1952, Москва, РСФСР, СССР) — советский учёный-геолог и петрограф, академик Академии наук СССР (1939). Основоположник новой ветви науки о горных породах — петрохимии. Лауреат Ленинской премии и двух Сталинских премий.

## Биография
Родился 2 (14) марта 1884 года в деревне во время поездки семьи из Уфы в Казань. В семье было шесть сыновей и дочь. Отец — Николай Александрович (1836—1923), родился в Санкт-Петербурге, всю жизнь находился на госслужбе, начав в должности коллежского секретаря и закончив коллежским асессором в Уфе. Мать, Ирина Ильинична Филаретова (1854—1936)
В 1890—1902 годах учился в Уфимской мужской правительственной гимназии, окончил её с золотой медалью.
В 1902 году поступил на геологический факультет Горного института в Санкт-Петербурге. Проучился в институте семь лет, так как его закрывали в 1905 году на время революционных событий. Первая статья Заварицкого — «Некоторые из образцов пород графитовых месторождений, принадлежащих минералогической коллекции Горного музея» (1908). Темой дипломной работы была платиноносность массивов Среднего Урала, руководитель работы — профессор Василий Васильевич Никитин.
В 1909 году был оставлен ассистентом на кафедре рудных месторождений, возглавляемой К. И. Богдановичем.
В 1921 году получил звание профессора Горного института по кафедре рудных месторождений.
В 1911—1912 годах занимался исследованиями месторождения горы Магнитной и руководил разведкой полезных ископаемых. Результаты работ были изложены в статьях «Об исследовании г. Магнитной в 1911 г.» и «О запасах железных руд на горе Магнитной» (1913).
В 1913 году был избран адъюнкт-геологом, в 1915—1935 годах — геолог в Геологическом комитете.
С 1939 по 1941 год — директор института геологических наук АН СССР, в Москве. Во время войны был эвакуирован на Урал.
В 1944 году создал Лабораторию вулканологии АН СССР и стал её директором.
С 1946 года — академик-секретарь отделения геолого-географических наук АН СССР.
Автор ряда фундаментальных исследований, касающихся региональной и теоретической петрографии, изучению рудных месторождений и вулканизма различных областей бывшего Советского Союза.
Создатель новой научной отрасли — петрохимии.
Сделал выводы о существовании сейсмофокальной зоны, основанные на телесейсмических данных, которые в последующие годы, с развитием региональной сейсмосети, были подтверждены.
Автор нескольких учебников по прикладной и теоретической петрографии, в 1956—1963 годах в Москве выпущен четырёхтомник трудов Заварицкого.
Скончался 23 июля 1952 года в Москве. Похоронен на Новодевичьем кладбище.

## Семья
1) Жена (с 1909) — Ольга Ивановна Симонова (1888—1939).
- Сын — Владимир (1914—2005), петрограф, доцент Горного института[7][8].
- Дочь — Татьяна (род. 1916)[9]

2) Жена — Екатерина Петровна Боголюбова (1901—1960).
- Дочь — Марианна (1926—04.03.2022)

## Адрес в Санкт-Петербурге
- 8—9 линия В.О., дом 18 (1912—1913)[10]

## Награды и премии
- 1943 — Сталинская премия II степени (22 марта) — за многолетние выдающиеся работы в области науки и техники
- 1944 — Орден Ленина (17 марта 1944)
- 1945 — Орден Ленина (10 июня 1945)
- 1946 — Сталинская премия I степени — за геологические исследования территории Казахстана, обобщённые и опубликованные в научном труде «Восточный Казахстан» («Геология СССР», том XX) и в сводной структурно-тектонической карте Казахстана[11]
- 1958 — Ленинская премия (посмертно) — за исследования, изложенные в монографии «Основные проблемы в учении о магматогенных рудных месторождениях» (1955)

## Членство в организациях
- Российское минералогическое общество — почётный член
- МОИП
- РГО
- Society of Economic Geologists
- Hawaiian Volcano Research Association

И другие.

## Память
Именем А. Н. Заварицкого были названы:
- Институт геологии и геохимии имени академика А. Н. Заварицкого Уральского отделения Российской академии наук (ИГГ УрО РАН) — Екатеринбург;
- Заварицкит — минерал;
- Вулкан Заварицкого — Курильские острова[13];
- Заварицкий (вулкан) — сопка на Камчатке;
- «Академик Заварицкий» — рефрижераторное судно Латвийского Морского Пароходства;
- Трубка Заварицкого — лавовая трубка на Подкаменной Тунгуске (1959);
- Ледник Заварицкого — Курильские острова;
- Скалы Заварицкого — юго-западный берег острова Галля, Земля Франца-Иосифа[13];
- хребет Заварицкого (Антарктида) — нанесён на карту в 1961 году[13];
- Зона Беньофа-Вадати-Заварицкого — сейсмофокальная зона;
- В 2010 году одной из улиц в микрорайоне Глумилино г. Уфы присвоено имя академика А. Н. Заварицкого. Так же названы улицы в городах Магнитогорск и Петропавловск-Камчатский;
- На здании Башкирского государственного медицинского университета в Уфе установлена мемориальная доска;
- Ежегодно 14 марта в Екатеринбурге проводятся Заварицкие чтения по вопросам геологии Урала;
- 14 марта 2024 года в ИГЕМ РАН, совместно с ГИН РАН, проведено заседание, посвященное 140-летию со дня рождения академика А.Н. Заварицкого[14].